# Naimarkekvivalens
Inom matematiken säges två representationer av en grupp på ett topologiskt vektorrum vara Naimarkrkvivalenta (efter Mark Naimark) om det finns en sluten bijektiv linjär avbildning mellan täta delmängder som bevarar gruppverkan.